# Transmission Voie-Machine

TVM blokkjelző. Ez a jelzőtábla jelzi az egyes blokkszakaszok végét a TVM jelfeladással ellátott nagysebességű vasútvonalakon

A Transmission Voie-Machine (röviden TVM, angolul: track-to-train transmission) egy eredetileg Franciaországban alkalmazott, főként nagysebességű vasútvonalakon használt, vezetőfülkén belüli vasúti biztosítóberendezés. A TVM-300 volt az első változat, amelyet a TVM-430 követett.
A TVM-300-at az 1970-es években fejlesztették ki a TGV-projekt részeként. A 220 km/óránál nagyobb sebességnél a TGV vonatok csak a kijelölt, nagysebességű pályákon (lignes à grande vitesse, LGV) közlekednek. Nagy sebességgel haladva a mozdonyvezető számára nem lehetséges, hogy pontosan lássa a pálya szélén lévő színes fényjelzéseket. A jelzési információkat ehelyett a vonatba továbbítják, és a mozdonyvezető műszerfalán jelenítik meg. A mozdonyvezetőnek a biztonságos üzemi sebességet mutatja, kilométer/órában mérve.
Az 1980-as években kifejlesztett TVM-430 rendszer több információt nyújt, mint amit a hagyományos jelzőrendszerek lehetővé tennének, beleértve a pálya lejtésének profilját és a távolabbi jelzőblokkok állapotára vonatkozó információkat. Ez a magas fokú automatizálás nem vonja ki a vonatot a mozdonyvezető irányítása alól, bár vannak speciális biztonsági mechanizmusok, amelyek a mozdonyvezető hibája esetén biztonságosan megállítják a vonatot.

## Háttér

### Története
A TVM rendszert a francia Compagnie de Signaux et d'Entreprises Electriques (CSEE) csoport fejlesztette ki, amely ma a Hitachi Rail STS része.
A TVM jelzőrendszer két változata, a TVM-430 és a TVM-300 az LGV-nél használatos. A TVM-430, egy újabb rendszer, amelyet először a Csatorna-alagút és a Belgium felé vezető LGV Nordra telepítettek, és a TVM-300-nál több információval látja el a vonatokat. A TVM-430 egyéb előnyei mellett lehetővé teszi a vonat fedélzeti számítógépes rendszere számára, hogy vészfékezés esetén folyamatos sebességszabályozási görbét hozzon létre, ami gyakorlatilag arra kényszeríti a mozdonyvezetőt, hogy biztonságosan csökkentse a sebességet a fék feloldása nélkül.

## Implementáció
A vasútvonalat körülbelül 1500 méteres jelzőblokk szakaszokra osztják, amelyek határait fehér szélű sárga háromszöggel ellátott kék négyzet alakú táblák jelzik. A mozdonyvezető műszerfalán lévő digitális kijelzőn látható a vonat aktuális blokkjában megengedett maximális sebesség, valamint az előttünk lévő vonal állapota alapján meghatározott célsebesség. A megengedett legnagyobb sebesség olyan tényezőkön alapul, mint az előttünk haladó vonatok közelsége (a következő vonat hátuljához közelebb eső blokkokban a megengedett legnagyobb sebesség folyamatosan csökken), a csomópontok elhelyezkedése, a sebességkorlátozások, a vonat legnagyobb sebessége és a távolság az LGV-vonal végétől. A nagysebességű vonatoknak több kilométeres a fékútjuk. Mivel a vonatoknak egynél több jelzőblokkra van szükségük a megfelelő mértékű lassításhoz, a járművezetőket figyelmeztetik a sebesség fokozatos csökkentésére, több blokkal a szükséges megállás előtt.
A jelzőrendszer megengedő; a vonat vezetője engedély nélkül behaladhat egy foglalt blokkszakaszba. A sebesség ebben a helyzetben 30 km/órára van korlátozva, és ha a sebesség meghaladja a 35 km/órát, a vonat vészfékez, és megáll. Ha a blokkszakasz bejáratát jelző tábla mellett Nf jelzés látható, a blokkszakasz nem engedélyezett, és a mozdonyvezetőnek a blokkba való behajtás előtt engedélyt kell kérnie a jelző- és ellenőrzőközponttól (Poste d'Aiguillage et de Régulation). Amint az útvonal kijelölésre került, vagy a jelzőközpont engedélyt adott, a jelzőtábla alatt egy fehér lámpa világít, hogy tájékoztassa a járművezetőt. A mozdonyvezető ezután a vonat vezérlőpanelén lévő gomb segítségével nyugtázza az engedélyt. Ez átmenetileg felülírja a vészfékrendszert, amely egyébként megállítaná a vonatot, ha a nem engedélyező jelzőtábla földhurokja mellett haladna el.
Amikor a vonatok a hagyományos vasúti pályáról az LGV-re térnek át vagy onnan kilépnek, egy földhurok felett haladnak át, amely automatikusan átkapcsolja a mozdonyvezető műszerfalának kijelzőit a megfelelő jelzőrendszerre. Például, ha egy vonat elhagyja az LGV-t egy francia hagyományos vasútvonalra, akkor a TVM jelzőrendszer kikapcsol, és a hagyományos KVB (Contrôle Vitesse par Balise, magyarul: jelzőfényes sebességszabályozás) rendszer kapcsol be.

## Kabin kijelző
A TGV vezetőfülkéjének közepén, közvetlenül a szélvédő alatt, kettő vagy három soros négyzet alakú kijelző található. Itt az aktuális és a következő blokkok célsebességei jelennek meg a járművezető számára, számok formájában (kilométer/órában), színkódolt háttéren. A teljes vonali sebességet fekete számokkal jelzik zöld háttéren, míg a lassabb sebességeket fehér számokkal jelzik fekete háttéren, a teljes megállást pedig "000" jelzi piros háttéren. E kijelző alatt található a sebességmérő, ahol a folyamatosan változó célsebesség, valamint az aktuális sebesség van feltüntetve. A sebességet a vonat redundáns tachométerei ±2%-os pontossággal mérik. A célsebesség és az aktuális sebesség közötti megengedett eltérés a sebességtől függ.
A vezetőfülkében lévő összes jelzőberendezésnek nagyon megbízhatónak kell lennie, mivel a biztonság szempontjából kritikus fontosságú. Ezek relé-alapú helyzetérzékelőkkel rendelkeznek, amelyek visszajelzik a jelzőszámítógépnek a járművezető számára megjelenített aktuális szempontot. Ha a kijelzőegység meghibásodik, a vonat megállítására megfelelő intézkedést kell tenni.
A mozdonyvezetőre nehezedő stressz csökkentése érdekében a sebességek a vonat előtt több tömbben jelennek meg. Amikor egy blokkot egy korlátozóbb (lassabb) blokk követ, az adott blokk kijelzője villog, hogy a mozdonyvezető jobban előre láthassa a sebességváltozást a fék elengedése nélkül. A korlátozó jelzések csak a blokkhatároknál frissíthetők, kivéve vészhelyzet esetén. Ezeket a jelzéseket a fülkében hallható kürtjelzés kíséri. A korlátozások azonban bármikor feloldhatók egy blokkon belül.
A TVM-430-ba széleskörű redundanciát építettek be, és felmerülhet a kérdés, hogy miért nem használják közvetlenül a vonat vezérlésére. Tekintettel azonban a rendszer váratlan helyzetekhez való alkalmazkodóképességének hiányára, kívánatosnak tartják, hogy az ember továbbra is felügyelje a vonatot. A TGV vezetése tehát teljes egészében kézi vezérléssel történik, de a jelzőrendszer a maximális biztonság érdekében nagyon szoros felügyeletet tart fenn.
| Vezetőállás jelzések                                            |                            |                              |                                    |                                        |
| Név                                                             | Jelzés                     | Sebességhatár                | Sebességhatár                      | Sebességhatár                          |
| Név                                                             | Jelzés                     | Jelenlegi                    | E sebességhatár felett vészfékezés | Várt                                   |
| Rouge (Megállás, a pályaszakasz foglalt vagy a vonal vége)      |                            | Nf jelzés: 0 km/h            | Nf jelzés: 0 km/h                  | 0 km/h vagy 30 km/h (Nf vagy F jelzés) |
| Rouge (Megállás, a pályaszakasz foglalt vagy a vonal vége)      | F jelzés: 30 km/h          | 35 km/h                      |                                    | 0 km/h vagy 30 km/h (Nf vagy F jelzés) |
| Zéro (Avertissement 0; megállás a következő jelzőnél)           |                            | Előző jelző = 160A: 160 km/h | 170 km/h                           | 0 km/h vagy 30 km/h (Nf vagy F jelzés) |
| Zéro (Avertissement 0; megállás a következő jelzőnél)           | Előző jelző = 80A: 80 km/h | 90 km/h                      |                                    | 0 km/h vagy 30 km/h (Nf vagy F jelzés) |
| 080E (Exécution 80; a sebesség nem haladhatja meg a 80 km/h-t)  |                            | 90 km/h                      | 80 km/h                            | 80 km/h                                |
| 080A (Avertissement 80, sebességváltás 80 km/h-ra előre)        |                            | 160 km/h                     | 170 km/h                           | 80 km/h                                |
| 160E (Exécution 160, ne lépje túl a 160 km/h sebességet)        |                            | 160 km/h                     | 170 km/h                           | 160 km/h                               |
| 160A (Avertissement 160; sebességváltás 160 km/h-ra előre)      |                            | 220 km/h                     | 235 km/h                           | 160 km/h                               |
| 220E (Exécution 220; ne lépje túl a 220 km/h sebességet)        |                            | 220 km/h                     | 235 km/h                           | 220 km/h                               |
| 220A (Avertissement 220; sebességváltás 220 km/h-ra előre)      |                            | 270 km/h                     | 285 km/h                           | 220 km/h                               |
| 270V                                                            |                            | 270 km/h                     | 285 km/h                           | 270 km/h                               |
| 270VL (Voie Libre 270 km/h; folytassa a 270 km/h-s sebességgel) |                            | 270 km/h                     | 285 km/h                           | 270 km/h                               |
| 270A (Avertissement 270; sebességváltás 270 km/h-ra előre)      |                            | 300 km/h                     | 315 km/h                           | 270 km/h                               |
| 300V                                                            |                            | 300 km/h                     | 315 km/h                           | 300 km/h                               |
| 300VL (Voie Libre 300 km/h; haladjon 300 km/h sebességgel)      |                            | 300 km/h                     | 315 km/h                           | 300 km/h                               |